# Dirk Goossens
Pour les articles homonymes, voir Goossens.
Dirk Goossens  est un footballeur belge, né le 26 septembre 1962 à Wilrijk, Anvers (Belgique). 
Attaquant, après être passé au RSC Anderlecht et au Lierse SK, il a joué au Beerschot VAV de 1985 à 1988.